# 杨垱镇
杨垱镇是中华人民共和国湖北省襄阳市枣阳市下辖的一个镇。杨垱镇全镇版土面积188平方公里，辖42个行政村（居委会），7.9万人，耕地面积8898公顷。镇区面积2.5平方公里，人口1.5万人。

## 行政区划
杨垱镇下辖以下村级行政区划单位：
高店社区、李庄社区、中心社区、余庄社区、孙田村、黄庄村、杜庄村、史庄村、杜庙村、小河湾村、司庄村、西村、孙岗村、赵堂村、孙寨村、店子村、杨田村、红沙河村、马庄村、前王村、牛庄村、樊庄村、仲庄村、官亭村、代庄村、闫宋村、郝棚村、刘坡村、桃园村、光寺村、长营村、徐寨村、薛场村、胡营村、郝店村、张官村、张庄村、夏庄村、陈寨村、聂集村、石台寺村和四铺村。

## 历史由来
据传300年前，杨姓在此地一小河旁居住，並拦河筑了一个挡坝，因而得名杨家垱，俗称杨垱。

## 經濟
杨垱镇粮食复种面积在20万亩以上，建成小麦、水稻、玉米、花生四大生产基地。2008年，杨垱镇粮食总产量达10.5万吨，其中小麦总产突破1亿斤，居枣阳市首位。
位于集镇中心的金旭面业集团，是湖北省粮食50强加工企业之一。杨垱镇从事粮油加工的企业有50余家，年加工转化粮食10万吨。
全鎮建成金玉兔业、红林牲猪、淇桂养猪、立山牲猪、犇牛养殖繁育等6个农民合作社，引进三元杂交猪、西门塔尔牛、夏洛莱牛、金星獭兔、河南一号长毛兔、新西兰肉兔、三黄鸡、罗曼鸡等畜禽种，形成以兔、猪、鸡、牛养殖为主的四大养殖产业。
天燕化工有限公司是农业部和原化工部定点的农药生产厂家，其生产四大类共60多个品种农药，年产值5000万元。

杨垱出產含有锶、偏硅酸的重碳酸钙镁型矿泉水。